# Gaskalite
Gaskalite är en sjö i Vilhelmina kommun i Lappland och ingår i Ångermanälvens huvudavrinningsområde. Sjön är 17,4 meter djup, har en yta på 0,553 kvadratkilometer och är belägen 489,5 meter över havet. Sjön avvattnas av vattendraget Ångermanälven.

## Delavrinningsområde
Gaskalite ingår i det delavrinningsområde (719973-148839) som SMHI kallar för Utloppet av Gaskalite. Medelhöjden är 586 meter över havet och ytan är 5,94 kvadratkilometer. Räknas de 183 avrinningsområdena uppströms in blir den ackumulerade arean 1 788,74 kvadratkilometer. Avrinningsområdets utflöde Ångermanälven mynnar i havet. Avrinningsområdet består mestadels av skog (91 procent). Avrinningsområdet har 0,55 kvadratkilometer vattenytor vilket ger det en sjöprocent på 9,3 procent.